# طباعة كبيرة

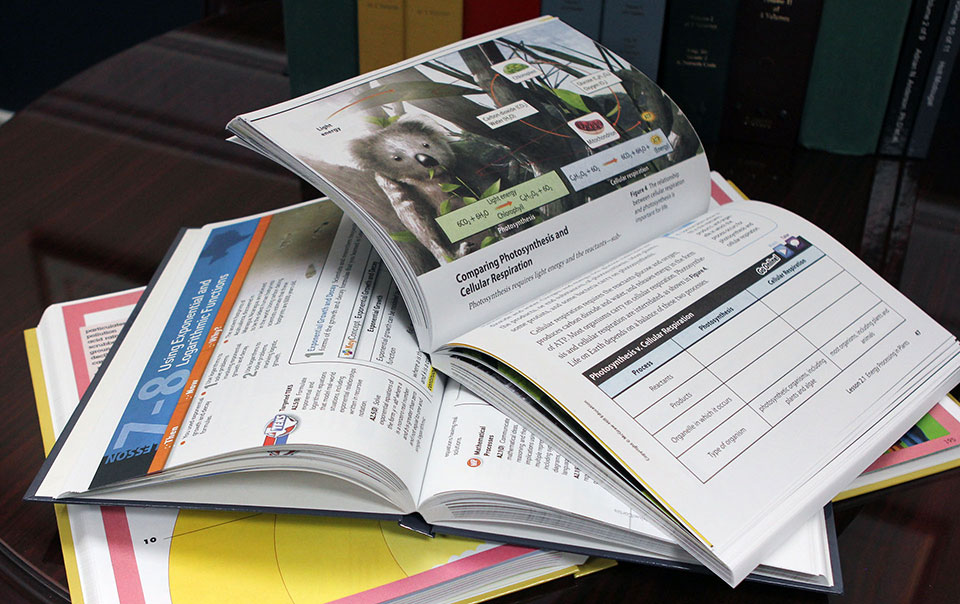
كتب مطبوعة كبيرة

الطباعة الكبيرة (أيضا الكتابة الكبيرة أو الخط الكبير) تعني تنسيق الكتب أو النصوص المكتوبة بحيث تكون الأرقام والحروف وعلامات الترقيم أكبر بكثير من المعتاد، وذلك لمساعدة الأشخاص الذين لديهم ضعف في البصر.
غالبا تقوم مكتبات ذوي الاحتياجات الخاصة بتخزين نسخ مطبوعة بخط كبير من الكتب، إلى جانب النسخ العادية.

## التاريخ
من بين أول ناشري الكتب المطبوعة قامت شركة The Clear Type Puplishing Company بنشر مجموعة من الكتب بخط بحجم 36 نقطة عام 1910.
شركة في أوهايو متخصصة في الطباعات الكبيرة طبعت كتب بحجم 36 و24 نقطة
في 1914 أنتج (روبرت ايروين) سلسلة من الكتب المدرسية في 36 نقطة، للأطفال ضِعاف البصر في مدارس كليفلاند باوهايو
أثبت هذا النوع أنه كبير جداً وتم التخلي عنه لحصول الخط في 24 نقطة شعبية أكثر
قدمت الأبحاث التي عملها (إيروين) في عام (1919) إلى أن نوع النقطة 24 هو الأكثر قراءة من الأحجام التي تقيمها
قدم الآخرين أبحاث تدعم النقطة 18 و24

### تاريخ الطباعة الكبيرة في برلمان المملكة المتحدة
في (1964) بدأ (فريدريك ثروب) في نشر عناوين الطباعة القياسية مع تعين النوع ضعف حجم الطباعة الأصلية.
أعطيت الكتب سترات الغبار العادي، ترمز الألوان للإشارة إلى فئات مثل (الألغاز-الأسود) (والخيال العام-الأحمر) 
(والرومنسية-الازرق) (والغربية-برتقالي) هكذا
كان من الصعب على بعض القراء التعامل مع هذه الإصدارات الكبيرة فيزيائياً
وفي عام (1969) بدأت شركة ثروب (Ulverscroft) في إنتاج الكتب في نوع 16 نقطة وروابط ذات حجم طبيعي
وفي عام (1990) وسعت (Ulverscroft) من إنتاجها المبطوع الكبير من خلال الحصول على دار النشر المطبوعة (magna publishing)
في عام (2002) بدأت (WF Howes) في نشر مجموعتها الخاصة من المطبوعات مع بصمة (clipper)
اليوم يصف (RNIB) المطبوعات الكبيرة بشكل عام من (16 إلى 18 نقطة)، مع أي شيء أكبر هو الطباعة العملاقة
تحتوي العديد من المكتبات العامة إن لم يكن معظمها في العالم الناطق باللغة الإنجليزية، على أقسام مطبوعة كبيرة مع معظم المكتبات التي تحمل بعض إصدارات الطباعة الكبيرة.). معايير النشر
الجمعية الأمريكية الوطنية للمعاقين المرئيين زودت ختم الموافقة إلى الناشرون التجاريون في الولايات المتحدة الأمريكية للكتب التي تدفع للمعايير الطباعة الكبيرة الخاصة بهم.
اكتسبت المنارة العالمية NAVH في 2010.
تدعوا المعايير إلى:
1. الحد الأقصى من الحجم والغلاظة/السمك والوزن
2.الحد الادنى من الهوامش
3. اكتب حجم على الاقل 14 نقطة ومن المفضل 18 نقطة.
4. من الموصى به من غير خط قصير أو طقم من حروف الطباعة القصيرة والمعدلة.
5. تباعد كافي بين الحرف والكلمة
6. ربط التجليد المرن والملزم والموصى به حتى يسمح للكتاب المفتوح بالاستلقاء بشكل مسطح.
 :  الخطوط القابلة للقراءة
هناك العديد من الأشخاص لديهم الرؤية ضغيفة
وان عملت على تكبير الخط فهذا ليس كافيا والخطوط المصممة لعملية تسهيل التميز من شخص لأخر.
خصائص الخطوط
(الأرقام والحروف وعلامات الترقيم)
التنسيق المتتابع للمجموعات يجب لا يتداخل مع بعض (عن طريق الجداول)
الدائرة البصرية منطقة مغلقة مثل الجزء السفلي من الحرف
"b" أول الكل
مثل الحرف"o"
علامات الترقيم الكبيرة
هناك امثلة على خطوط أكثر سهولة للقراءة مكفوفين مثل
(انتيكو اوليف، هلفيتكا، وتيريسياس، فردانا)
تم تطوير هذه الأنواع من الخطوط من قبل الدار الأمريكية للطباعة وهذه الدار غير ربحية وأيضا جعلت الدار الأمريكية للطباعة متاحة مجانا للأشخاص الذين لديهم مشكلة في الرؤية.

## التطورات الأخيرة
منذ عام 2005، بدأت بعض الشركات في تقديم مجموعة متنوعة من أحجام الخطوط للكتب المطبوعة الكبيرة.